# Apperson Type 8-18
Apperson est un constructeur automobile  États-Unis.

## Production

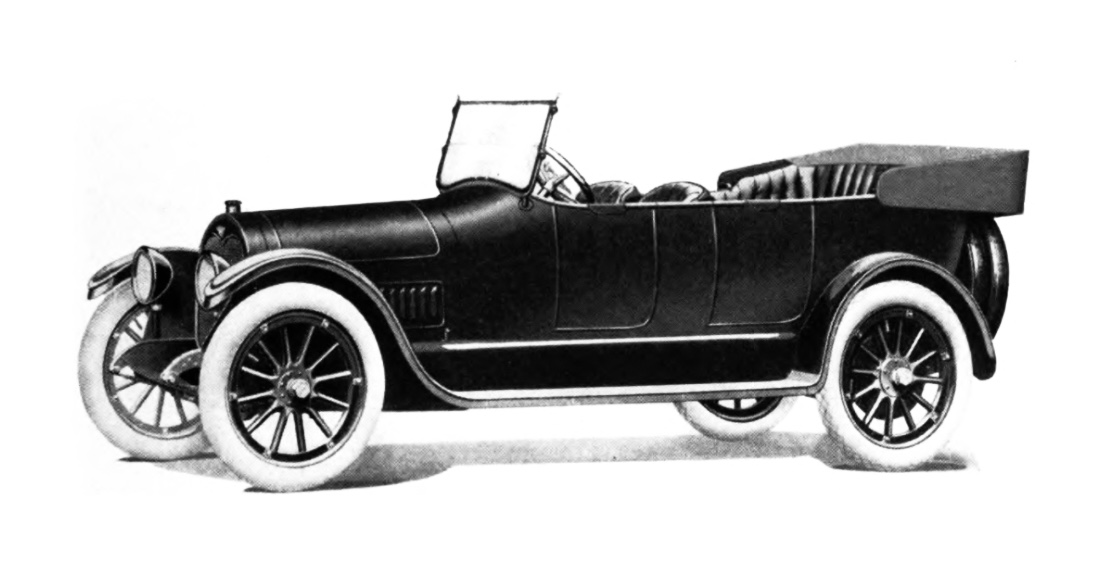
Apperson Type 8-18 Roadster sept places (1918)

L’entreprise basée à Kokomo (Indiana) a commencé à produire des automobiles en 1902. Le nom de la marque était Apperson. Le moteur huit cylindres avait 4633 cm³ avec un alésage de 76,2 mm et une course de 127 mm. L’automobile à quatre ou sept places avait un empattement de 3302 mm et une largeur de voie de 1422 mm. Les freins n’agissaient que sur les roues arrière. Le véhicule à conduite à gauche n’était disponible qu’en trois couleurs. Couleurs du vin, gris ou vert. Les jantes des rayons étaient en bois.
Le système électrique a été conçu pour 6 V. La boîte de vitesses avait trois vitesses. Le Type 8-18 n’a été produit qu’en 1918 et 1919. Pour le Type 8-18, des numéros de châssis supérieurs à 18000 ont été attribués. La Type 8-18 était disponible en 1918 en tant que roadster à quatre places, en tant que roadster à sept places et en tant que berline à sept places. En 1919, la version spéciale Anniversary a été ajoutée.